# Черняховський район
Черняховський район (рос. Черняховский район) — адміністративна одиниця Калінінградської області Російської Федерації.
Адміністративний центр — місто Черняховськ.

## Адміністративний поділ
До складу району входять одне міське та 3 сільських поселення:
1. Черняховське міське поселення
2. Калузьке сільське поселення
3. Каменське сільське поселення
4. Свободненське сільське поселення